# トヨタレンタリース愛知
株式会社トヨタレンタリース愛知（トヨタレンタリースあいち）は、トヨタレンタリースの愛知県内における、トヨタレンタリース店運営会社である。ATグループのグループ企業。
店舗が県内に65ヶ所ある（2023年（令和5年）4月現在）。中部国際空港の店舗はトヨタレンタリース愛知が営業を担当している。

## 沿革
- 1966年（昭和41年）9月 - 「トヨタレンタカー愛知」として設立。

## 関連会社
- ATグループ各社